# أناند بانياراتشون
أناند بانياراتشون (بالتايلندية:อานันท์ ปันยารชุน) (مواليد 9 أغسطس، 1932). هو سياسي تايلاندي ورئيس مجلس الوزراء التايلاندي خلال الفترة من 2 مارس 1991 الي 23 مارس 1992 و 10 يونيو 1992 الي 22 سبتمبر 1992, عرف عنه إجراء اصلاحات اقتصادية وسياسية ومساهمة في صياغة الدستور الذي صدر في عام 1997 وتم ألغاءه في عام 2006

## روابط خارجية
- أناند بانياراتشون على موقع الموسوعة البريطانية (الإنجليزية)
- أناند بانياراتشون على موقع مونزينجر (الألمانية)